# 人妻人魚

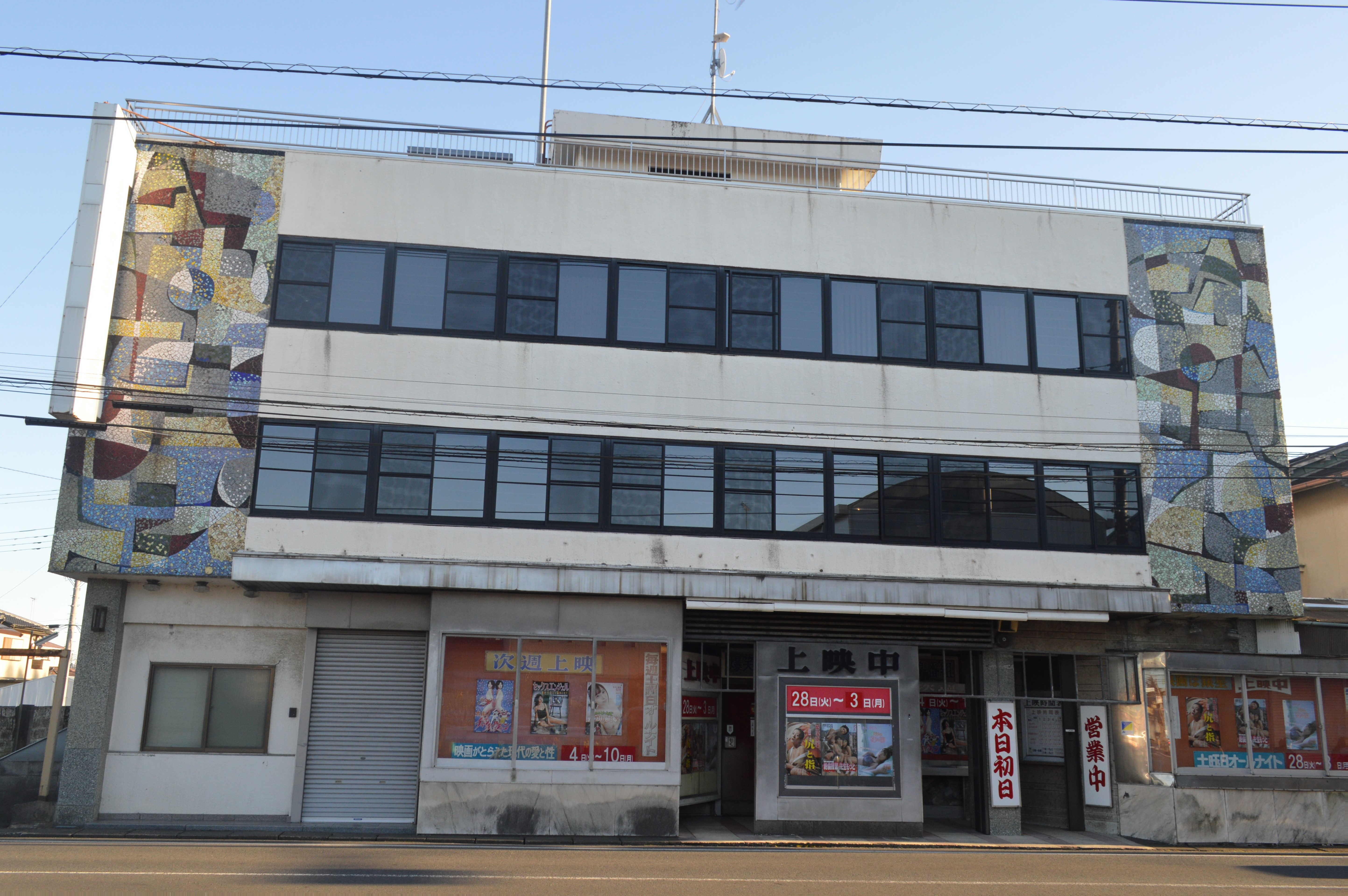
舞台の一つとなっている銀星映画劇場

『人妻人魚』（ひとづまにんぎょ）は、山内大輔監督の日本映画で、2024年11月1日に公開された。
本来のタイトルは『漁師の嫁 天然巨乳快楽漬け』（りょうしのよめ てんねんきょにゅうかいたくづけ）だったが、R15+ピンク映画を上映するイベント『OP PICTURES＋フェス2024』への出展に際して『人妻人魚』への改題と再編集が施され、2024年12月8日に公開された。
港町を舞台にした幻想奇譚映画であり、時系列はあえてバラバラにして劇中映画も交えることで現実と空想の境がつかないような構成にされている。また、エンディングテロップでは怪奇小説家のハワード・フィリップス・ラヴクラフトにインスパイアされた作品であることが公表されている。

## あらすじ
紗見れた漁師町で暮らすナミは義父の源五郎が釣り上げた巨大な魚拓（平成30年12月12日、九鶴沖と記述）を見てボーっとしている。夫のアキラは帰ってこず、心のない抜け殻のような状態になっていた。
ある日、自宅とスナックの往復をするナミだが、それを見かけてナミのことが気になっていた見習い漁師の金田がスナック・ダゴンに来店する。
男は言う。「深くて暗い、海の底。そこからあいつは連れてきた」。女は海を見る。人形が捨てられている。ナミは波打ち際でそれを拾い、眺め、砂浜に叩きつけた。

## 登場人物
ナミ
演 - 木下凛々子
海の絵を描く寂れた港町に流れついた女。源五郎の紹介でアキラと婚姻関係となるが、アキラが行方不明となった現在、感情のない死んだ魚のような状態となっている。源五郎の紹介で「スナック・クトゥル教のダゴン」で勤務する。
ミカ
演 - 上羽絢
クニオの妻。父と娘のような年齢差だが出会いは不明。
カナ
演 - 西野絵美
アキラと駆け落ちした明るい女性。過去に何かがある様子。
権田蓉子
演 - 工藤翔子
「スナック・クトゥル教のダゴン」のママ。源五郎をゲンさんと呼ぶなど昔馴染み。
源五郎
演 - 森羅万象
眼帯姿の男。アキラの実父。家の表札には「海鳴」と書いてあるが苗字かどうかは不明。ナミに「お前は。俺だけのものだ、誰にも渡さん」と告げるなど、義理の娘以上の感情を持つ。
金田
演 - 可児正光
クニオのもとで働く若手漁師。酒と女を断ち、3年間の修行中。実は父の後妻と性交し、父を殺めた過去を持つ。
アキラ
演 - 安藤ヒロキオ
ナミの夫。源五郎いわく「メカジキをおって海の向こうに行ってしまった」。自宅に遺影も立てかけてあるが、存命。
國男
演 - 小林節彦
ベテラン漁師。カネダとは師弟関係。妻は若いミカ。
マサ
演 - 佐々木狂介
防波堤からナミを見つめる謎の男。
ジャージ姿の男
演 - 泉正太郎
堤防でパンを食べる男。

## スタッフ
- 監督・脚本・編集：山内大輔
- 特殊メイク＆造形：土肥良成
- 撮影監督：中尾正人
- 録音：植田中
- 音楽：project T&K
- 効果・整音：AKASAKA音効
- ラインプロデューサー・助監督：江尻大
- 監督助手：可児正光
- 演出部応援：髙木翔、赤羽一真
- 撮影助手：榮穣、高橋大輝
- 特殊メイク・造形助手：変化師オリ、Colarossi Maria
- ポスター・スチール：須藤未悠
- 撮影協力：ホテル豊（茨城県那珂市）、秋山敬子、秋山理香、銀星映画劇場、スナックゆすら、会瀬漁港
- エキストラ協力：山口まり子
- 制作応援：齋藤英文
- 動画素材：ナカネオ
- 仕上げ：東映ラボ・テック
- 製作：VOID FILMS
- 提供・配給：オーピー映画